# مسجد النور (غوام)
مسجد النور هو مسجد الوحيد في جزيرة و يقع في مانجيلاو ، غوام .

## تاريخ
بدأ بناء المسجد عام 1997.  ثم تم الانتهاء منه وافتتاحه عام 2000 ليصبح المسجد الأول في الجزيرة. 

## أنشطة
يقيم المسجد بانتظام خمس صلوات يومية وصلاة الجمعة ودروسًا مسائية وتجمعات مجتمعية. 